# Marie-Clémentine d'Autriche
Pour les articles homonymes, voir Marie-Clémentine d'Autriche (homonymie).
Titre
Épouse du prince héritier de Naples et de Sicile
1797 – 1801
Marie-Clémentine d'Autriche (née le 24 avril 1777 à la Villa di Poggio Imperiale à Arcetri, un quartier de Florence, alors capitale du grand-duché de Toscane et morte le 15 novembre 1801 à Naples, duchesse de Calabre, est une archiduchesse d'Autriche, troisième fille et dixième enfant de l'empereur Léopold II d'Autriche et de son épouse Marie-Louise d'Espagne.

## Biographie
Petite-fille de l'impératrice Marie-Thérèse, nièce de l'empereur Joseph II du Saint-Empire, du roi Charles IV d'Espagne et du  roi Ferdinand IV de Naples, de la reine de France Maie-Antoinette, l'archiduchesse Marie-Clémentine est la troisième fille et le dixième des seize enfants du grand-duc Léopold Ier de Toscane et de l'infante Marie-Louise d'Espagne.
N'ayant pas d'enfant de ses deux mariages, l'empereur demande au grand-duc de Toscane d'envoyer son fils aîné, a priori héritier de l'empire, terminer son éducation à Vienne. En 1790, l'empereur Joseph II meurt et son frère cadet, le grand-duc de Toscane est élu empereur sous le nom de Léopold II du Saint-Empire. Laissant à son fils cadet, Ferdinand III de Toscane, le trône de Toscane, le nouvel empereur, âgé de 44 ans, part avec sa famille pour Vienne. Il meurt prématurément en 1792 après avoir fait la paix avec l'Empire Ottoman et marié ses fils aînés, à deux de leur cousines, filles du roi de Naples. L'impératrice suit son mari dans la tombe dans les semaines suivantes.
L'archiduc François, aîné de la fratrie, est élu empereur sous le nom de François II du Saint-Empire. A peine est-il élu que la France, en proie à la révolution, lui déclare la guerre. Les armées Françaises dévalent sur les Pays-Bas autrichiens, le Rhin et l'Italie.
Le Traité de Campoformio entérine la défaite Autrichienne. La France annexe les Pays-Bas Autrichiens et la rive gauche du Rhin. Pour assurer sa dynastie, l'empereur envisage une énième union avec la famille royale de Naples. Les conséquences d'une trop proche consanguinité étant ignorées, seules comptaient les raisons politiques, le pape accordant une dispense. 
En 1795, l'archiduchesse perd un de ses frères mort accidentellement.
Le 26 juin 1797, à Foggia, l'archiduchesse Marie-Clémentine épouse le duc de Calabre futur roi François Ier des Deux-Siciles, fils du roi Ferdinand Ier des Deux-Siciles et de son épouse Marie-Caroline d'Autriche. 
Les deux nouveaux mariés étaient doublement cousins germains. Ils avaient en commun leurs quatre grands-parents (François Ier du Saint Empire et son épouse Marie-Thérèse d'Autriche, et Charles III d'Espagne et son épouse Marie-Amélie de Saxe). Ils étaient également, l'un et l'autre, des neveux de la feue reine de France Marie-Antoinette.
De son union avec le prince héritier, elle eut deux enfants :
- Marie-Caroline (5 novembre 1798 - 17 avril 1870), qui épousa le duc de Berry, fils cadet de Charles X de France et de Marie-Thérèse de Savoie, et fut la mère du « comte de Chambord ».
- Ferdinand (27 août 1800 - 1er juillet 1801).

En 1798, la duchesse de Calabre apprend le décès de sa soeur cadette.
En 1799, François, Marie-Clémentine et leur famille durent fuir la ville de Naples en proie à la révolution et se réfugier momentanément en Sicile. 
Marie-Clémentine ne monta pas sur le trône napolitain, elle mourut à l'âge de 24 ans, des suites de son second accouchement. Elle fut inhumée en la basilique Santa Chiara de Naples, nécropole des rois des Deux-Siciles. 
N'ayant pas d'héritier mâle, François épousa en 1803 une autre de ses cousines mais cette fois-ci du côté paternel : Marie-Isabelle d'Espagne.